# Cocumont
Cocumont (en francès Cocumont) és un municipi francès situat al departament d'Òlt i Garona i a la regió de la Nova Aquitània.

## Demografia
| 1962                                       | 1968  | 1975  | 1982  | 1990 | 1999 | 2007 |
| ------------------------------------------ | ----- | ----- | ----- | ---- | ---- | ---- |
| 1.140                                      | 1.141 | 1.022 | 1.022 | 937  | 888  | 941  |
| Des de 1962: població sense dobles comptes |       |       |       |      |      |      |

## Administració
| Període   | Identitat        | Partit |
| --------- | ---------------- | ------ |
| 1947-1965 | Gilbert Claverie |        |
| 1965-1995 | Roger Boyance    |        |
| 1995-2008 | Joseph Lorenzon  |        |
| 2008-     | Jean-Luc Armand  |        |

## Agermanaments
- Dessenheim